# Eva Olofsson (konstnär)

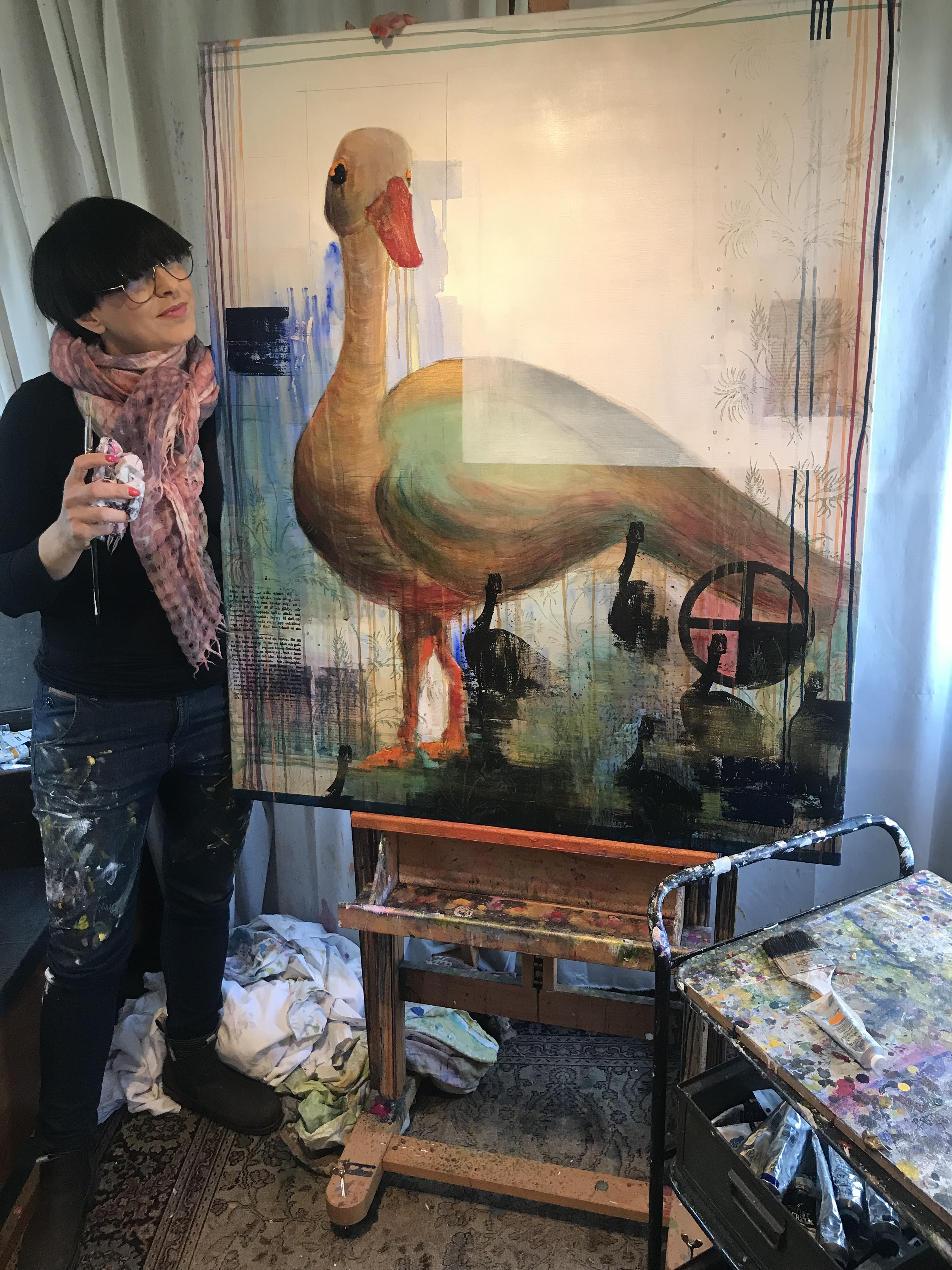
Eva Olofsson i sin ateljé (2018)

Eva Olofsson, född 1977, är en svensk bildkonstnär, verksam i Göteborg.
Olofsson avslutade sina konststudier 2004 och har sedan 2008 också ett floristmästarbrev.
Olofssons bilder är skapade med en blandteknik med teman som fåglar och andra egenartade djur. Bilderna kan innehålla symmetriska ornament men också växter och blommor. Det händer även att blad från gamla faktaböcker kan anas bakom de genomsläppliga akrylfärgerna.
Olofsson har haft flera separatutställningar och representeras i Sverige av bland annat Galleri Blå i Båstad och Galleri Backlund i Göteborg. Olofsson är representerad i region Sörmland och i Västerbottens landsting.

## Utställningar (urval)
- 2019 – "Harvest Moon" på van der Plas Gallery, New York[3]
- 2019 – "Vingslag" - måleri/blandteknik, på Lilla galleriet i Umeå[4]
- 2021 – "Broar" på Galleri Blå, Linköping